# Здание школы (улица Ткачей, 9)
Здание школы на улице Ткачей, дом 9 — памятник архитектуры. Расположен в Санкт-Петербурге.
Комплекс на полторы тысячи учеников построен в 1927—1929 годах по проекту Г. А. Симонова (вероятно, с участием Л. М. Хидекеля). В него входят три параллельных сдвинутых относительно друг друга корпуса, связанных галереей на столбах. Самый длинный из корпусов — трёхэтажный, для младших классов, второй 4-5тиэтажный корпус — для старших, между ними в отдельном объёме расположены спортивный и актовый залы, в галерее находятся библиотека и столовая. Объёмы северного корпуса - взаимно всечённые параллелепипеды разных размеров, корпус завершён куполом обсерватории. В южном корпусе подчёркнуты вертикали лестничных клеток, на углу находится плоский бетонный козырёк, торец поддерживают пилоны. Во внешнем виде контрастируют светлые плоские стены и тёмные широкие окна, что даёт возможность говорить о синтезе в здании конструктивизма и супрематизма. Окна сгруппированы по три, что в основном соответствует классам, но эта же группировка сделана и для более крупных помещений. Часть узких простенков тёмная, что создаёт впечатление ленточного остекления. Тёмными также были изначально угловые столбы, на которые опиралась терраса клубного блока, что создавало впечатление парения консоли над землёй.
Окна классов выходят на юг, окружающая территория озеленена.